# Megachile sericans
Megachile sericans is een vliesvleugelig insect uit de familie Megachilidae. De wetenschappelijke naam van de soort is voor het eerst geldig gepubliceerd in 1852 door Fonscolombe.